# 芬勒特长老会教堂
53°20′38″N 6°16′31″W / 53.34389°N 6.27528°W
芬勒特教堂（Findlater's church）
的正式名称为艾比长老会教堂（Abbey Presbyterian Church），是一座长老会教堂，位于爱尔兰首都都柏林的帕内尔广场，毗邻都柏林作家博物馆。其建筑师为来自苏格兰珀斯的安德鲁Heiton，哥特式风格，尖顶高180英尺（54.9）。它建于1864年，资金由都柏林商人亚历山大·芬勒特提供。
约翰·霍尔牧师（1829年至1898年）是早期的传道人之一。